# Rebecca Elisabeth Taylor
Rebecca Elisabeth Taylor (ur. 10 sierpnia 1975 w Todmorden) – brytyjska polityk, działaczka partyjna, posłanka do Parlamentu Europejskiego VII kadencji.

## Życiorys
Pochodzi z rodziny od paru pokoleń zaangażowanej w działalność Liberalnych Demokratów. Brała udział w licznych kampaniach wyborczych tej partii. Studiowała na uniwersytetach w Sheffield i Leeds. Przez ponad dziesięć lat zawodowo związana z branżą zdrowotną.
W wyborach w 2009 bezskutecznie kandydowała do Parlamentu Europejskiego z trzeciego miejsca na liście regionalnej. Mandat eurodeputowanej objęła 8 marca 2012 po rezygnacji złożonej przez Dianę Wallis. Przystąpiła do grupy Porozumienia Liberałów i Demokratów na rzecz Europy.